# Templo Señor de Esquipulas (Teapa)
El Templo Señor de Esquipulas, conocido popularmente como Templo de Esquipulas, es un templo católico que se localiza en la ciudad de Teapa, estado de Tabasco, México. 
Fue el tercer templo religioso que se edificó en Teapa después del Santuario de Guadalupe (1725), y la Iglesia de Santiago Apóstol (1725), y es uno de los más antiguos del estado de Tabasco, ya que su construcción se realizó en el año de 1780. 
Actualmente este templo está catalogado oficialmente por el Instituto Nacional de Antropología e Historia (INAH), como patrimonio histórico y cultural de la nación.

## Historia
Los primeros conquistadores españoles iniciaron sus incursiones en la región de lo que hoy es el municipio de Teapa desde 1522 cuando Gonzalo de Sandoval envió desde la villa de Espíritu Santo a Luis Marín al frente de un grupo de soldados para explorar y anexar a su dominios la región de la sierra que los españoles llamaron "Sierra de los zoques", y entregó en encomienda las comunidades de Teapa y Tecomajiaca a Bernal Díaz del Castillo.
En el año de 1545 llegaron a Teapa y Tecomajiaca varios religiosos dominicos entre los que se encontraba fray Bartolomé de Las Casas, quienes permanecieron unos días y continuaron su camino hacia Ciudad Real. Sin embargo, la catequización de este territorio, como en todo Tabasco, tardaría muchos años más en llegar.
Sería hasta 1633 cuando una vez construido el Convento de Oxolotán, en Tacotalpa, los frailes dominicos se encargarían de la evangelización y catequización de los naturales de Teapan y Tecomaxiaca, desde donde atendían los pueblos cercanos y oficiaban misas periodicamente.
Casi cien ños después, en 1725 los frailes franciscanos edificaron las primeras iglesias en la zona, la primera en la población de Tecomaxiaca y la segunda en el poblado de Teapan.
Con la afluencia de españoles venidos de Guatemala, que venían como encomenderos o cultivadores de café, llegó al pueblo de Teapa la devoción por el Señor de Esquipulas, y se construyó una ermita en su honor de forma muy modesta, al ser edificada de madera y techo de guano, para resguardar un Cristo negro traído de Esquipulas, Guatemala. Ya en1780 se construyó el actual templo con paredes de piedra de río, techo de teja y acabados con mezcla aplanada.
En tiempos de la Revolución mexicana, siendo gobernador del estado Francisco J. Mújica en 1916, el edificio estuvo ocupado por el ejército federal. Durante la persecución religiosa del exgobernador Tomás Garrido Canabal, los vecinos lograron evitar que el templo fuera destruido, y continuó funcionando como cuartel militar, sin embargo, no pudieron evitar que fuera utilizado como salón de baile durante las fiestas del Carnaval de la villa de Teapa, siendo desocupado hasta 1940. A partir de ese año, volvió a funcionar como templo religioso.

## Descripción del edificio

### Fachada
Su fachada es de tres cuerpos. El acceso adintelado, cuenta con pilastras a los lados, el segundo cuerpo tiene una ventana con arco de medio punto, y el tercer cuerpo tiene un crucifijo al centro. El remate lo constituye un arco flanqueado por pináculos que sirve como campanario, y del que penden tres campanas de diferentes tamaños. La fachada tiene en ambos extremos dos figuras con puntas de lanza de forma triangular, con las puntas orientadas hacia arriba. En la parte superior de la fachada se encuentra insertada una cruz de concreto, así como otra en el arco del campanario.
El cuerpo basilicar está compuesto por una sola nave, la cual esta cubierta con tejas de barro sostenidas con una armadura de madera.